# Kasteel van Zellik

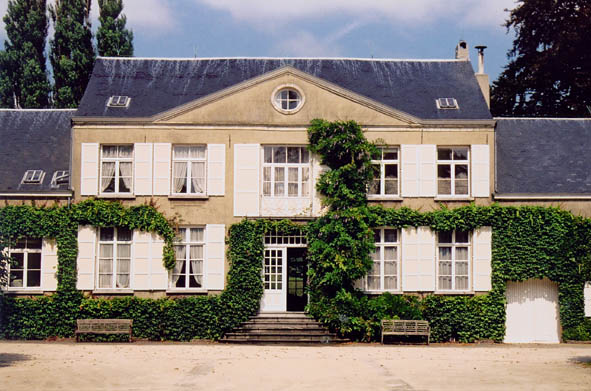
Kasteel van Zellik

Het Kasteel van Zellik is een kasteel in de tot de Vlaams-Brabantse gemeente Asse behorende plaats Zellik, gelegen aan de Theodoor Coppensstraat 241.

## Geschiedenis
Het classicistisch kasteel werd vermoedelijk gebouwd in 1780, in opdracht van baron d'Olmen de Poederlé en naar ontwerp van Laurent-Benoît Dewez.

## Gebouw
Het domein bestaat uit het op het zuiden gerichte kasteeltje en daarachter een in 1960 aangelegde Franse tuin naar ontwerp van René Pechère.
Het huis is streng symmetrisch van opzet en boven de ingangspartij bevindt zich een breed driehoekig fronton.
Het domein is gelegen langs de Maalbeek.

## Interieur
Het interieur is in Lodewijk XVI-stijl. De oorspronkelijke indeling van het huis is nog intact. Er zijn enkele marmeren schouwen aanwezig, voorzien van fraaie decoratie.